# Agatha Christie (bande dessinée)
Agatha Christie est une collection de bande dessinée policière adaptée des œuvres de la romancière anglaise Agatha Christie. D'abord publiée chez les éditions Claude Lefrancq de 1995 à 1997, elle est éditée depuis 2002 chez Emmanuel Proust éditions.

## Présentation
La collection dérive de « Le Masque présente Agatha Christie » des éditions Claude Lefrancq, qui comprenait 5 albums publiés entre 1995 et 1997 et créés par Frank Leclercq, Jean-François Miniac (pseudonyme Solidor) et François Rivière.
En 2002, lors de la création des éditions Emmanuel Proust, son directeur réédite les cinq albums déjà parus et continue avec des inédits. Plusieurs dessinateurs, comme Marc Piskic, Marek, Bruno Lachard ou Thierry Jollet ont adapté une œuvre de la romancière. Début 2014, la collection compte 24 albums.
Les 19 premiers tomes se sont vendus à près de 200 000 exemplaires en France. Les albums sont de facture classique, avec des lignes aux traits clairs.
En 2010, à l'occasion des 120 ans d'Agatha Christie, l'éditeur sort le vingtième album de la collection, Les Oiseaux du lac Stymphale[réf. souhaitée].

### Personnages
- Hercule Poirot
- Miss Marple

## Albums

### Série

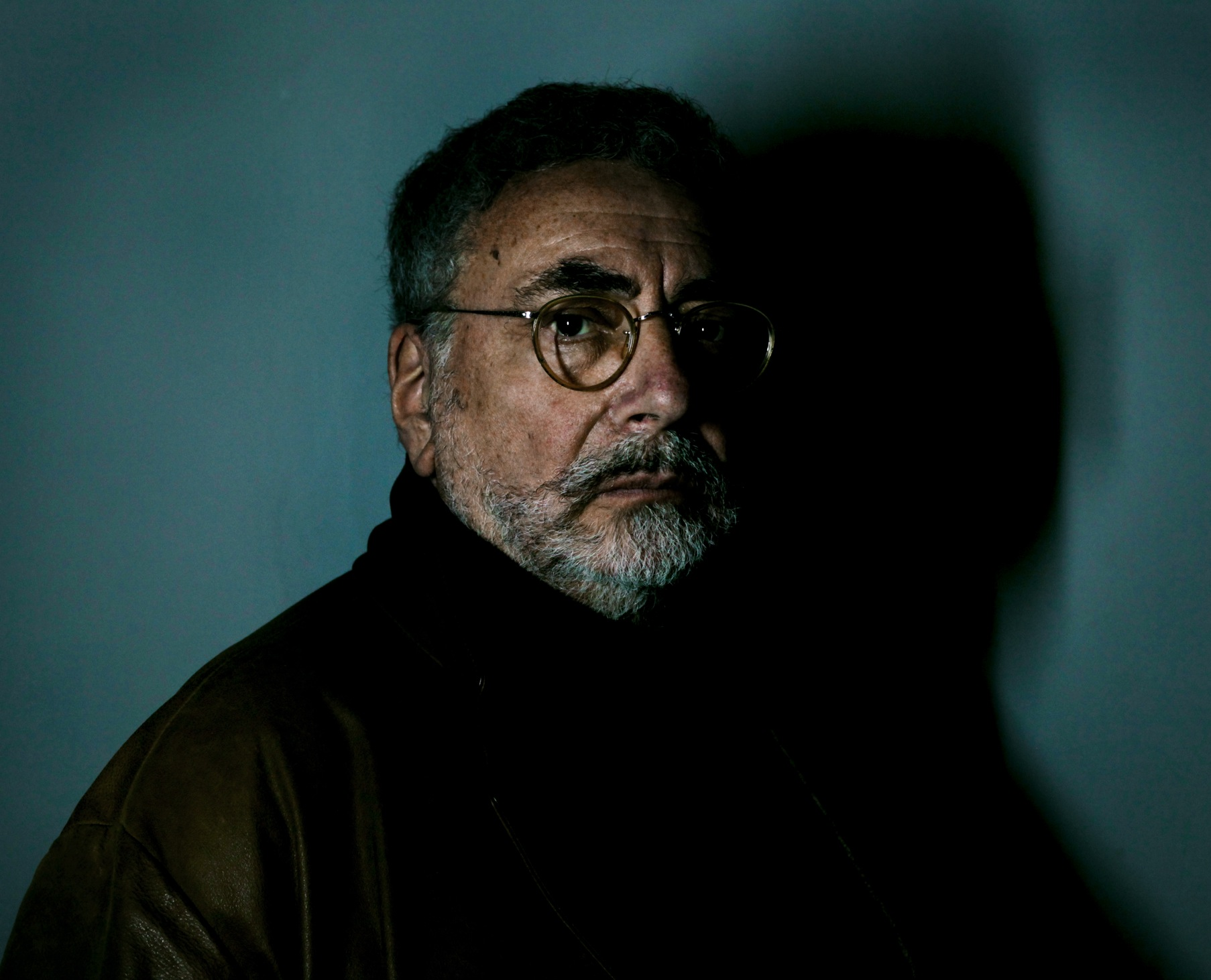
François Rivière a adapté huit albums.
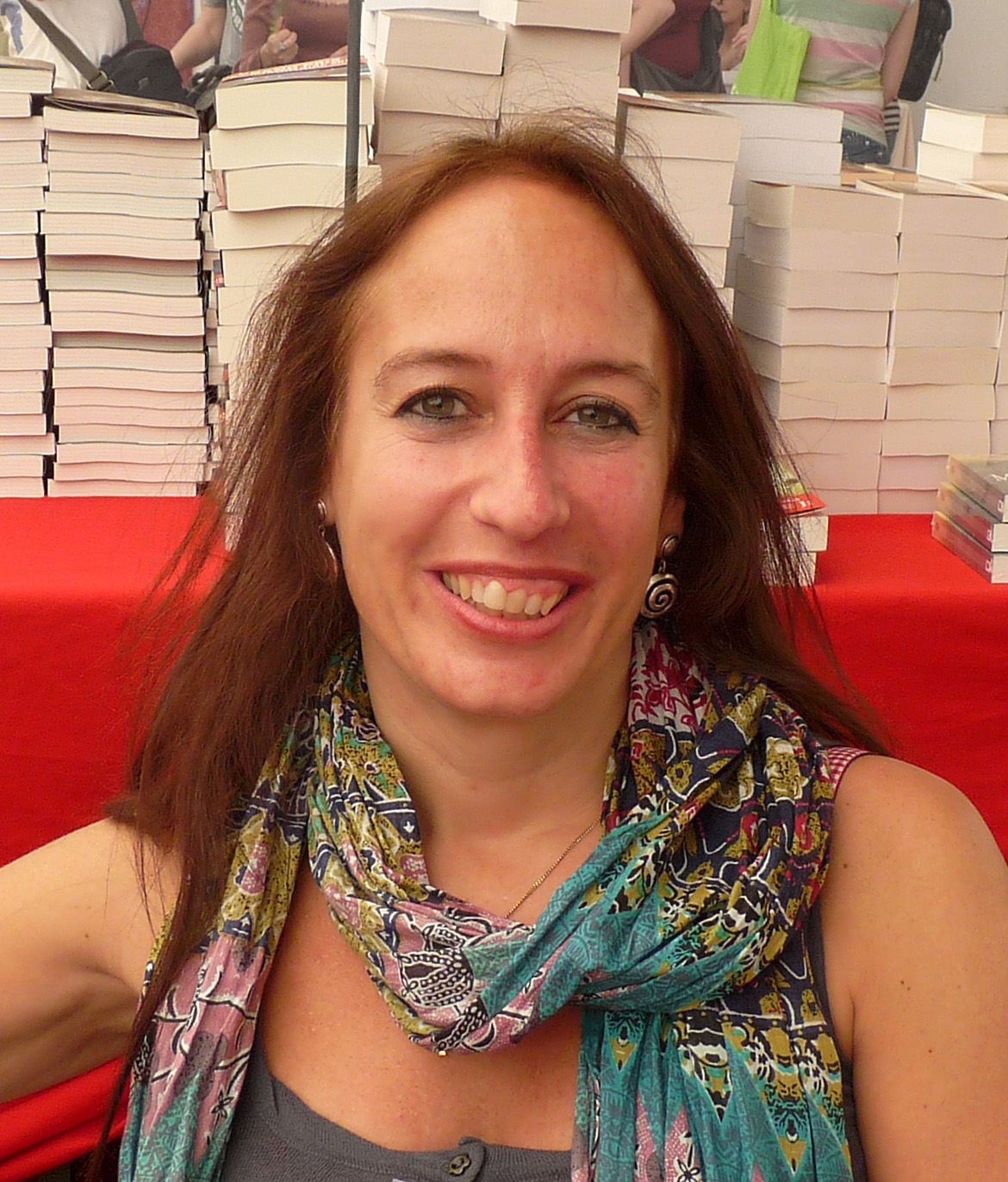
Laurence Suhner a dessiné le premier album.
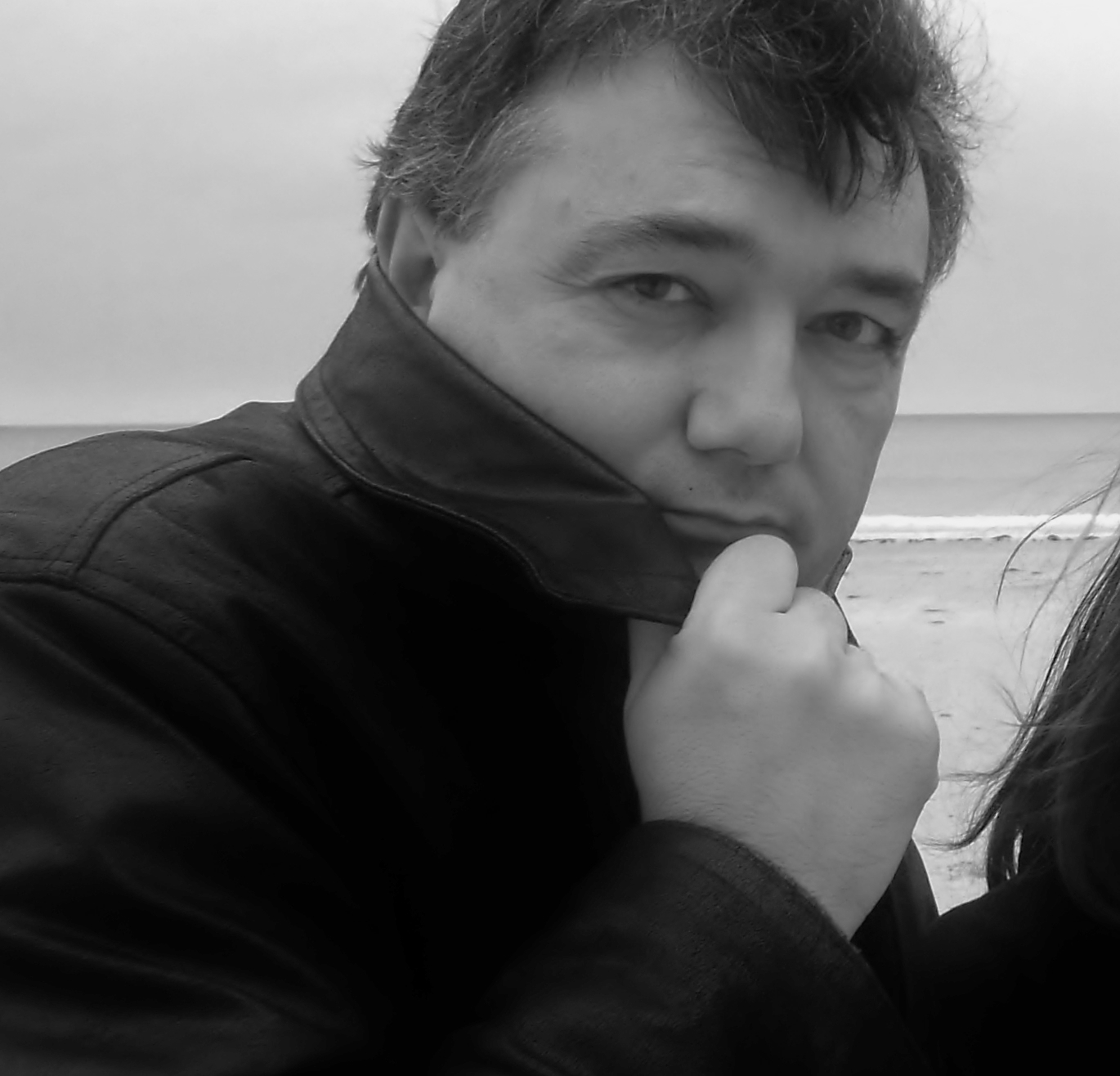
Solidor a dessiné deux albums.
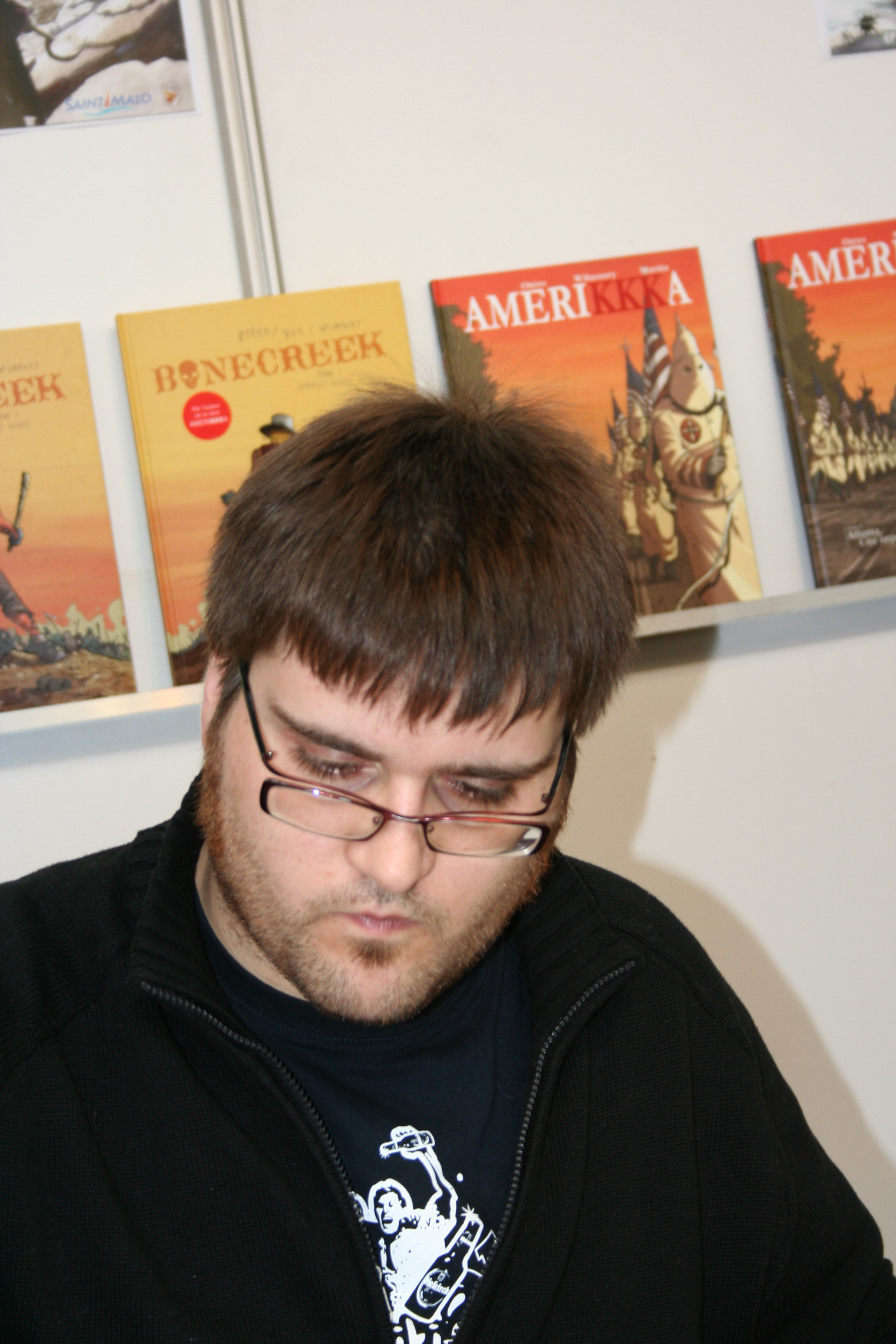
Chandre a dessiné trois albums.
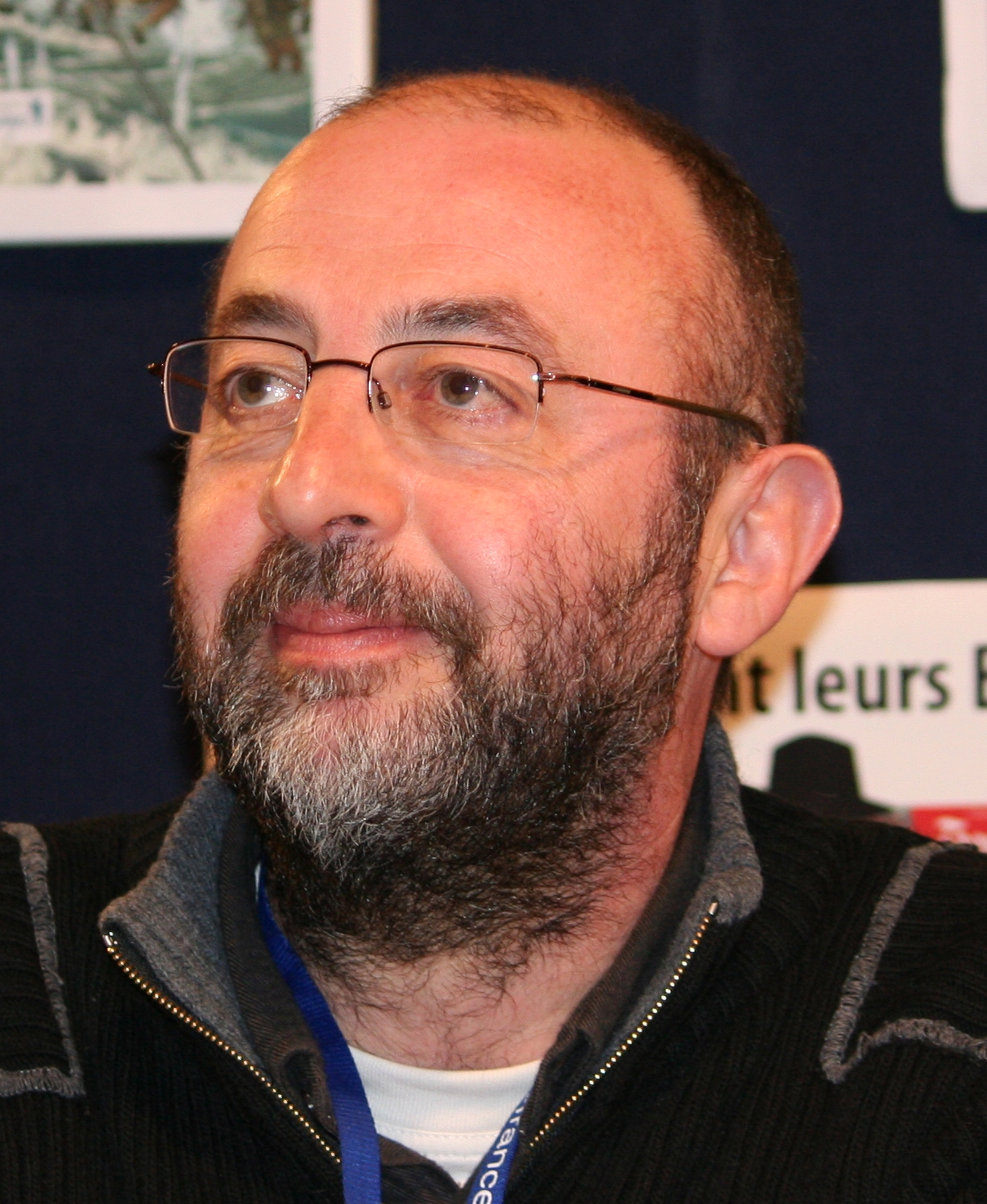
Alain Paillou a adapté Les Quatre.

1. Le Secret de Chimneys, de François Rivière (scénario), Laurence Suhner (dessin) et Nicolas Blocteur (couleurs)
  - Éditions Emmanuel Proust : novembre 2002  (ISBN 2-84810-006-0)
2. Mort sur le Nil, de François Rivière (scénario), Solidor (dessin) et Cécile Vergult (couleurs)
  - Éditions Claude Lefranc : mai 1996  (ISBN 2-87153-203-6)
  - Éditions Emmanuel Proust : novembre 2002  (ISBN 2-84810-007-9)
3. Dix Petits Nègres, de François Rivière (scénario) et Frank Leclercq (dessin et couleurs)
  - Éditions Claude Lefranc : avril 1996  (ISBN 2-87153-255-9)
  - Éditions Emmanuel Proust : novembre 2002  (ISBN 2-84810-008-7)
4. Le Crime de l'Orient-Express, de François Rivière (scénario), Solidor (dessin) et Cécile Vergult (couleurs)
  - Éditions Claude Lefranc : mars 1995  (ISBN 2-87153-161-7)
  - Éditions Emmanuel Proust : mars 2003  (ISBN 2-84810-013-3)
5. Mister Brown, de François Rivière (scénario) et Frank Leclercq (dessin et couleurs)
  - Éditions Claude Lefranc : février 1995, sous le titre L'Adversaire secret  (ISBN 2-87153-173-0)
  - Éditions Emmanuel Proust : mars 2003  (ISBN 2-84810-014-1)
6. La Nuit qui ne finit pas, de François Rivière (scénario) et Frank Leclercq (dessin et couleurs)
  - Éditions Claude Lefranc : janvier 1997  (ISBN 2-87153-441-1)
  - Éditions Emmanuel Proust : mai 2003  (ISBN 2-84810-029-X)
7. Le Crime du golf, de François Rivière (scénario) et Marc Piskic (dessin et couleurs)
  - Éditions Emmanuel Proust : juin 2004  (ISBN 2-84810-022-2)
8. Le Meurtre de Roger Ackroyd, de Bruno Lachard (scénario et dessin) et Ongalro (couleurs)
  - Éditions Emmanuel Proust : juin 2004  (ISBN 2-84810-047-8)
9. L'Affaire Protheroe, de Norma (scénario et dessin) et Wilmaury (couleurs)
  - Éditions Emmanuel Proust : août 2005  (ISBN 2-84810-056-7)
10. L'Homme au complet marron, d'Hughot (scénario), Mohamed El Baïri (dessin) et Ercan (couleurs)
  - Éditions Emmanuel Proust : juin 2005  (ISBN 2-84810-057-5)
11. Le Train bleu, de Marc Piskic (scénario, dessin et couleurs)
  - Éditions Emmanuel Proust : février 2006  (ISBN 2-84810-094-X)
12. Meurtre en Mésopotamie, de François Rivière (scénario) et Chandre (dessin et couleurs)
  - Éditions Emmanuel Proust : novembre 2005  (ISBN 2-84810-108-3)
13. Les Quatre, d'Alain Paillou (scénario et dessin) et Wilmaury (couleurs)
  - Éditions Emmanuel Proust : juin 2006  (ISBN 2-84810-137-7)
14. Témoin indésirable, de Chandre (scénario, dessin et couleurs)
  - Éditions Emmanuel Proust : novembre 2006  (ISBN 2-84810-149-0)
15. Le Crime d’Halloween, de Chandre (scénario, dessin et couleurs)
  - Éditions Emmanuel Proust : octobre 2007  (ISBN 978-2-84810-168-2)
16. Cartes sur table, de Frank Leclercq (scénario et dessin) et Baloo (couleurs)
  - Éditions Emmanuel Proust : avril 2009  (ISBN 978-2-84810-242-9)
17. Témoin muet, de Marek (scénario et dessin) et Baloo (couleurs)
  - Éditions Emmanuel Proust : mai 2009  (ISBN 978-2-84810-190-3)
18. Cinq Petits Cochons, de Miceal O’Griafa (scénario) et David Charrier (dessin et couleurs)
  - Éditions Emmanuel Proust : septembre 2009  (ISBN 978-2-84810-235-1)
19. La Maison du péril, de Didier Quella-Guyot (scénario), Thierry Jollet (dessin) et Baloo (couleurs)
  - Éditions Emmanuel Proust : décembre 2009  (ISBN 978-2-84810-238-2)
20. Les Oiseaux du lac Stymphale, de Marek (scénario et dessin) et Christophe Bouchard (couleurs)
  - Éditions Emmanuel Proust : juin 2010  (ISBN 978-2-84810-293-1)
21. Poirot joue le jeu, de Marek (scénario et dessin) et Christophe Bouchard (couleurs)
  - Éditions Emmanuel Proust : juillet 2011  (ISBN 978-2-84810-333-4)
22. Le Couteau sur la nuque, de Marek (scénario et dessin) et Christophe Bouchard (couleurs)
  - Éditions Emmanuel Proust : juin 2012  (ISBN 978-2-84810-405-8)
23. Les Vacances d'Hercule Poirot, de Didier Quella-Guyot (scénario), Thierry Jollet (dessin) et Christophe Bouchard (couleurs)
  - Éditions Emmanuel Proust : septembre 2012  (ISBN 978-2-84810-332-7)
24. Rendez-vous avec la Mort, de Didier Quella-Guyot (scénario), Marek (dessin) et Christophe Bouchard (couleurs)
  - Éditions Emmanuel Proust : juillet 2013  (ISBN 978-2-84810-442-3)

### Éditions intégrales
1. Hercule poirot mène l’enquête (Mort sur le Nil et Le Crime d’Halloween)
  - Éditions Emmanuel Proust : juillet 2009  (ISBN 978-2-84810-243-6)
2. Hercule Poirot voyage à haut risque (Le Train bleu et Les Quatre)
  - Éditions Emmanuel Proust : août 2009  (ISBN 978-2-84810-244-3)
3. Enquêtes exotiques (Meurtre en Mésopotamie et L’Homme au complet marron)
  - Éditions Emmanuel Proust : juillet 2010  (ISBN 978-2-84810-295-5)
4. Les Détectives (Le Crime du golf et L’Affaire Protheroe)
  - Éditions Emmanuel Proust : août 2010